# T-80
T-80(러시아어: T-80)은 소련이 냉전 시기에 개발한 주력전차이자 T-64 전차를 계승한 전차이다. T-80은 T-64의 단점을 보완하였으며, 1976년 도입 당시 세계 최초로 가스 터빈 엔진만 주엔진으로 사용한 전차이다.
T-80은 키로프 공장에서 니콜라이 포포프의 주도 하에 1967년 개발을 시작해 1976년 소련군에 도입되었다. 이후 옴스크트랜마쉬가 2001년까지 생산을 마친 뒤 제조를 중단했다가 러시아의 우크라이나 침공 이후 2024년부터 생산을 재개하기로 결정했다. 러시아 이외에도 우크라이나에서 디젤 엔진을 사용한 T-80UD가 자체적으로 생산 중이며, 대한민국, 중화인민공화국, 파키스탄, 키프로스 등이 T-80 및 그 파생형을 운용 중이다.

### 대한민국

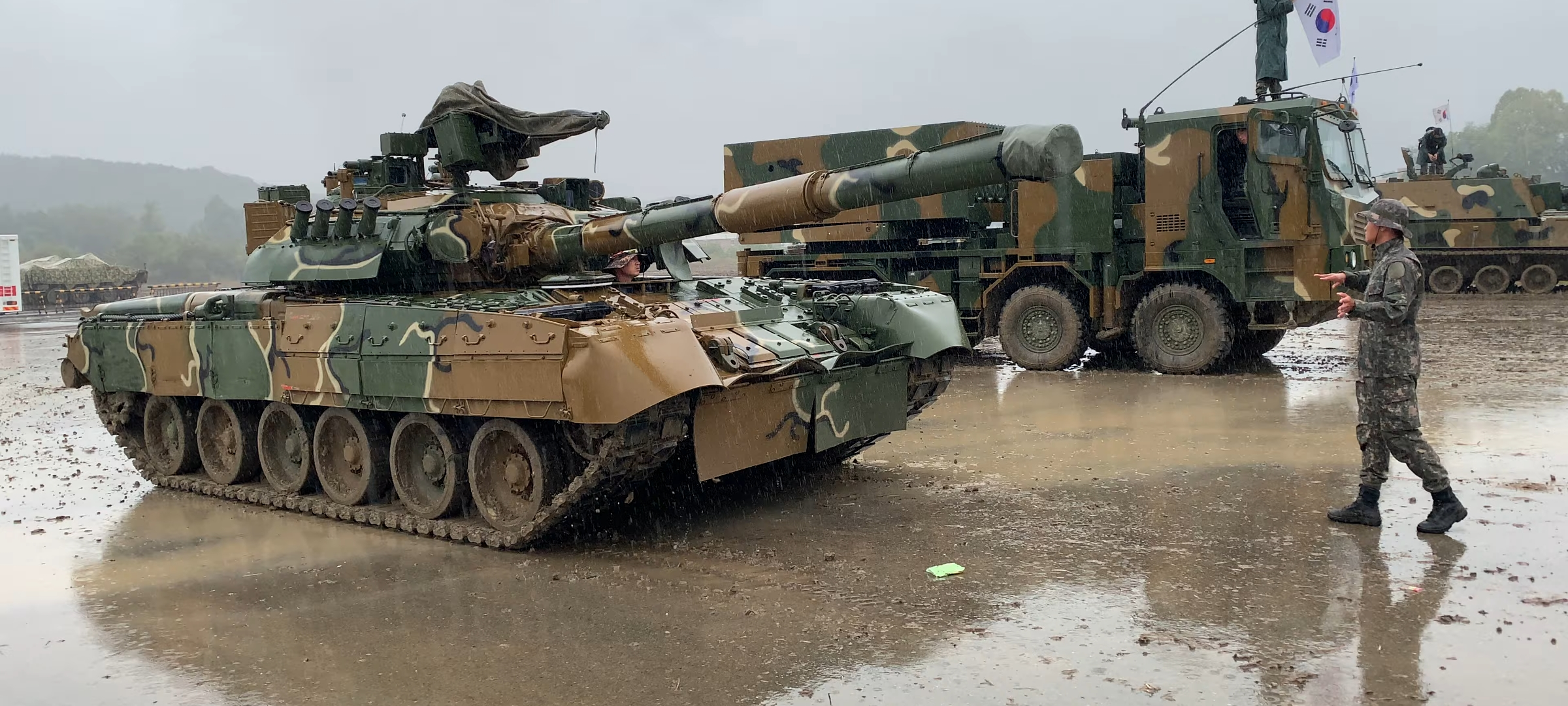
대한민국 육군에서 운용 중인 T-80U

## 파생형
T-80 (1976년)초기 생산형, 구체적으로는 T-64에 GTD-1000 1,000 hp (820 kW) 가스 터빈 엔진을 장착하고 보기륜을 개량한 모델이다.
T-80B (1978년)제식채용된 모델, 새로운 세라믹 장갑을 채용한 신형포탑과 9M112(AT-8) Songster 포발사미사일 운용능력을 부여한 모델이다. 1980년 이후 생산모델들은 GTD-1000TF(1,100hp) 가스터빈 엔진을 탑재하는 것이 특징이다.
T-80BV (1985년)1982년 개발되어 1985년에 도입된 폭발반응장갑 Kontakt-1 EDZ를 추가한 모델
T-80U (1985년)새로 설계한 포탑을 장착한 버전이다. 9M112(AT-8) Songstar 포발사미사일 대신에 AT-11 스나이퍼 포발사 미사일의 운용능력을 부여하였고, 방호력 향상을 위해 포탑 전면에 1985년 개발된 콘탁트-5 폭발반응장갑을 부착하였으며 이 반응 장갑은 APFSDS의 관통능력을 감소시키는 효과가 있다.(관통 중의 관통자의 허리를 끊어 관통력을 저하시키는 원리.) 중량대비 방어력에서 가장 우수한 성능을 보였으며 이 장갑 덕분에 M1 시리즈에 HA아머가 장착되고 레오파트 2A5에 쇼트장갑이 장착된 이후에도 90년대 중반까지 MBT중 가장 강력한 방어력을 자랑하기도 했다. 1990년 엔진을 향상된 1,250hp(930 kw)의 GTD-1250으로 교체하였다.
T-80UD (1987년)기존 주조제 포탑 대신 용접제 포탑으로 바꾼것이다. 방호력이 향상되었다.
T-80UK / T-80UKT-80U의 지휘전차. 대한민국 육군도 기존 도입한 T-80U 전차대의 지휘 목적으로 도입했다. 슈토라 능동 방어 시스템을 갖추었다.
T-80UM새로운 열 영상 조준경을 갖춘 러시아 군용 파생형
T-80UM1 "설표" (Bars)아레나 능동 방어 시스템을 갖춘 프로토타입.
T-80UM2드로즈드 능동 방어 시스템 갖춘 소수의 모델이며 정식 채용되진 않았음.
블랙 이글 (Chorny Oriol) 오비옉트 640안정성에 문제가 있는 코르지나 자동 장전 장치 대신 새로운 버슬형 자동 장전 장치, 신뢰성이 증가한 주포, 포탄과 장약이 일체화된 일체형 포탄을 사용하여 약점으로 지적되던 운동에너지탄의 새장비를 대폭 연장시킬 수 있도록 설계하여 관통력을 증가시켰으며 승무원 및 탄약고의 분리, 탄약고에 대한 화재 방호벽, 신형 장갑과 반원형태로 배치되는 새로운 폭발 반응 장갑과 새로운 사격 통제 시스템, 보기륜 추가에 따른 차체 길이 증가 및 기타 개선 사항이 반영된 프로토타입 전차이다. 대한민국이나 그리스 등 서방국가 수출용 버전이란 설도 있다.
T-84T-80UD의 우크라이나 독자 개량형으로 내수형은 125mm포를 장착하였고 수출형은 프랑스와의 기술협력으로 개발된 120mm 활강포를 장착했으며 케로젤 자동장전장치 대신 프랑스와의 기술협력으로 개발된 자동장전장치를 채택하였다. 콘탁트-5 대신 우크라이나에서 개발된 독자적인 폭발 반응 장갑을 장착하였다. 허나 이 전차의 경우는 러시아측에서 무단 카피판이라고 말하고 있어 양국 간 사이가 또 틀어지게 만든 원인 중 하나가 되고 있다.
T-84 Oplot-M신형 반응장갑을 제작해서 적용시켰다. 기본 원리는 기존의 반응장갑에서 발전해서 APFSDS탄에서도 효과를 낼 수 있다.

## 운용 국가
- 러시아 3044대
- 대한민국 33대의 T-80U와 2대의 T-80UK
- 파키스탄 320대
- 키프로스 82대
- 벨라루스 69대
- 우크라이나 165대
- 우즈베키스탄 8대

## 같이 보기
- K2 흑표
- T-90